# Opal Palmer Adisa
Opal Palmer Adisa, née le 6 novembre 1954, est une poétesse, romancière, artiste de performance et éducatrice née en Jamaïque. Présente dans plus de 400 anthologies, elle interprète régulièrement son travail sur la scène internationale. Professeure émérite au California College of the Arts, Adisa est directrice de l'Institut d'études genre et de développement à l'Université des Indes occidentales du campus de Mona (Jamaïque), où elle réside.

## Biographie

### Enfance et formation
Adisa est élevée à dix mille de Kingston, en Jamaïque, et fréquente une école dans la capitale. En 1970, elle étudie au Hunter College de New York et, en 1979, elle se rend dans la région de la baie de San Francisco afin de poursuivre des études en création littéraire. Comme le note David Katz, 
« le travail d'Adisa est influencé par son expérience d'enfant dans une plantation de canne à sucre dans la campagne jamaïcaine, où son père était chimiste et sa mère comptable. C’est dans ce contexte que la jeune Opal est initiée non seulement à l’art de raconter des histoires, mais également, après le divorce de ses parents, à l’oppression incessante à laquelle les femmes sont confrontées et aux injustices persistantes dont souffrent les pauvres. Ces expériences formatrices, associées aux efforts de sa mère pour améliorer la vie de ceux qui l'entouraient, ont donné à Adisa le désir de «donner la parole à des sans-voix» à un jeune âge. » 
Opal Palmer Adisa est titulaire de deux master de l'Université d'État de San Francisco et d’un doctorat de l’Université de Californie à Berkeley. 

### Carrière

#### Enseignante
Elle enseigne les cours de premier et deuxième cycle au California College of the Arts, à l'Université Stanford, à l'Université de Berkeley et à l'Université d'État de San Francisco. De 1993 à 2017, Adisa enseigne l'écriture et la littérature et dirige le programme d'études sur la diversité ethnique et la diversité culturelle du California College of Art and Crafts à Oakland. Au printemps 2010, elle est nommée professeur et rédactrice en chef invitée à l'Université des îles Vierges (UVI), sur le campus de Sainte-Croix, et pendant deux ans, elle édite The Caribbean Writer (en), célèbre journal de l'UVI spécialisé dans la littérature des Caraïbes (en). En septembre 2017, Opal est nommée directrice de l'Institut d'études sur le genre et le développement à l'Université des Indes occidentales à Mona, en Jamaïque), où elle réside actuellement. En 2018, Adisa obtient le statut de professeure émérite en l'honneur de ses 25 années de contribution au California College of the Arts dans son domaine.

Un élément important de sa poésie est l’utilisation de la langue nationale, à propos de laquelle elle dit : 
« Je dois remercier Louise Bennett de m'avoir donné la permission, pour ainsi dire, d’écrire en langue nationale, car c’est son utilisation qui m'a permis de voir la beauté de notre langue.Il y.a juste des choses qui n'ont pas la même intimité ou couleur si elles ne sont pas dites dans la langue nationale. . . . J'utilise la langue nationale quand c'est le seul moyen et le meilleur moyen de faire passer mon message, de dire ce que je veux dire à partir du centre de mon nombril. Je l’utilise aussi pour interrompre et perturber l’anglais standard, me rappelant que j’ai une autre langue, mais aussi pour inciter les lecteurs à écouter et à lire plus attentivement, à puiser dans la langue les sensibilités caribéennes que je cherche toujours, parfois subtilement, d'autres fois avec plus de force. La langue nationale me permet d'insuffler au poème toutes les odeurs et les couleurs de la maison. » 

#### Écrivaine en résidences d'artistes
- Écrivaine en résidence, Institut binational Fulbright, Le Caire, Égypte, décembre à février 2007
- Écrivain en résidence, Instituto Sacatar (en), Itaparica, Bahia, Brésil, décembre à mars 2006
- Écrivaine en résidence, McColl Center for Art + Innovation, Laurel Hill, Caroline du Nord, mars 2001
- Écrivaine en résidence, McColl Center for Art + Innovation (en), Charlotte, Caroline du Nord, septembre à décembre 2000
- Écrivaine en résidence, Headlands Center for the Arts (en), Sausalito, Californie, février à décembre 1996.

## Prix et distinctions
- Conseil pour une représentation des «Filles de Yam», avec Devorah Major
- Prix Pushcart pour la nouvelle «Duppy Get Her», 1987
- PEN Oakland awards (en) pour Tamarind et Mango Women, 1992
- Écrivain distingué pour la Middle Atlantic Writers Association (en)
- Creative Work Fund Grant for West Oakland Senior Citizen Oral History Projec de West Oakland, San Francisco, Californie
- Nommée Femme de l'année par le International Biography Center, Angleterre
- Prix Canute A. Brodhurst pour The Brethren, dans le The Caribbean Writer, Université des îles Vierges, St Croix
- Daily News Prize des meilleurs poèmes The Caribbean Writer, Université des îles Vierges, St Croix
- Maître artiste folklorique pour le récit, Conseil des arts de Californie
- Distinguished Bay Area Woman Writer Award / Certificat de l'Assemblée législative de Californie présenté par le caucus politique national des femmes
- Maître artiste folklorique pour le récit, Conseil des arts de Californie
- Subvention du Fonds de création pour le projet d'histoire orale du West Oakland, San Francisco, Californie
- Bourse de création artistique pour le récit, programme de financement culturel, ville d'Oakland

#### Romans et recueils de nouvelles
- Bake-Face and Other Guava Stories (1986)
- It Begins With Tears (1997)
- Until Judgement Comes (2007)
- Painting Away Regrets (2011)
- Love's Promise (2017)

#### Collections de poésie
- Traveling Women (1989, avec Devorah Major)
- Fierce Love (1992, including jazz recording with Devorah Major)
- Tamarind and Mango Women (1992)
- Leaf-of-Life (2000)
- The Tongue Is a Drum (2002, including jazz CD avec Devorah Major)
- Caribbean Passion (2004)
- Eros Muse (2006)
- I Name Me Name (2008)
- Conscious Living (2009)
- Amour Verdinia (2009)
- What a Woman Is (2010, inclut des illustrations de Shyam Kamel)
- Incantations & Rites (2013, avec Devorah Major)
- 4-Headed Woman (2013)

#### Livres pour enfants
- Pina, The Many-Eyed Fruit (1985)
- Playing Is Our Work (2008)
- Look! A Moko Jumbie (2016)

#### Anthologies
- Caribbean Erotic (2010, co-édité avec Donna Aza Weir-Soley)

#### Autre / Éditrice
- Interviewing the Caribbean: “Caribbean Life + Olympian Feats, Volume 3 part 2” (online journal), printemps 2018
- Interviewing the Caribbean: “Caribbean Life + Olympian Feats, Volume 3 part 1” (online journal), hiver 2017
- Interviewing the Caribbean: “Violence in the Caribbean, Volume 2” (online journal), printemps 2017
- Interviewing the Caribbean: “Violence in the Caribbean, Volume 1” (online journal), automne 2016
- Interviewing the Caribbean: “Intellectual Property” (online journal), automne 2015
- ProudFlesh, Riding The Waves of Caribbean Women (poetry, prose, essays and art) Issue 8, 2013
- The Caribbean Writer: Ayiti/Haiti, Volume 25 (journal of poetry, prose, personal narrative, interview and book reviews; traduit en Français), 2011
- The Caribbean Writer, Volume 24 (journal of poetry, prose and essays), 2010